# Anhaltisches Elektromotorenwerk Dessau
Die Anhaltische Elektromotorenwerk Dessau GmbH ist ein Unternehmen des Metall- und Elektromaschinenbaus mit Sitz in Dessau (Sachsen-Anhalt). Die Unternehmensform ist heute eine Gesellschaft mit beschränkter Haftung (GmbH).

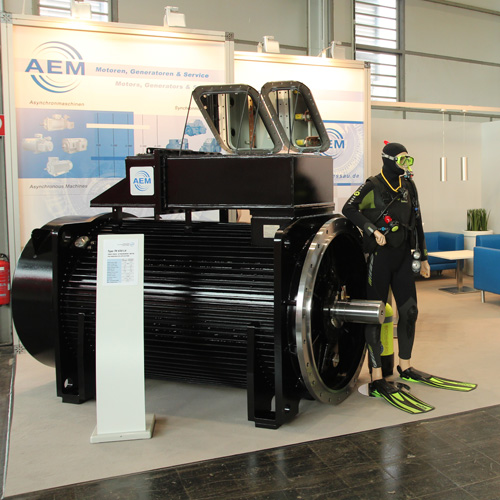
AEM-Tauchmotor auf der Hannover Messe 2013

## Unternehmensprofil
Die AEM – Anhaltische Elektromotorenwerk Dessau GmbH ist ein mittelständisches Familienunternehmen mit über 60 Jahren Erfahrung im Elektromaschinenbau. Mit rund 230 Mitarbeiterinnen und Mitarbeitern ist die AEM ein weltweit agierender Sondermaschinenbauer für Drehstrommotoren und Drehstromgeneratoren als Antriebslösung und zur Energieerzeugung.
Seit der Privatisierung 1993 verdreifachte sich der Umsatz der AEM und der Exportanteil liegt bei rund 60 %. Das Unternehmen liefert in mehr als 70 Länder. Die AEM entwickelt und produziert kundenspezifische Generatoren für Wasserkraft und Schiffbau sowie Motoren für Bergbau-, Förder-, Baumaschinen und Prüfstände. Sowohl die Entwicklung, Fertigung und Montage als auch die Prüfung der Maschinen erfolgt am Standort Dessau. Zwischen 2006 und 2012 wurden 14 Millionen Euro in die Modernisierung investiert.

## Produktprogramm
Bei der AEM werden synchrone und asynchrone Drehstrommotoren und -generatoren als Einzelstücke oder Kleinserie gefertigt. Die elektrische und konstruktive Auslegung der Maschinen wird individuell an entsprechende Anforderungen der Kunden angepasst. Die Maschinen haben eine Leistung bis zu 5000 kW / kVA.
Zusätzlich wird das Produktprogramm durch Umformersätze ergänzt.

## Anwendungsbereiche
Elektrische Maschinen von AEM eignen sich für verschiedene Anwendungen. Im Schiffbau kommen Wellen- und Hilfsdieselgeneratoren für die Energieversorgung zum Einsatz, als auch Generatoren und Motoren für dieselelektrische Antriebssysteme. Auf Saugbaggerschiffen werden Tauchmotoren von AEM als Pumpenantrieb genutzt. Sie werden auch im Anlagen- und Maschinenbau der Montanindustrie, Schwerindustrie, Metallindustrie und Chemieindustrie zum Einsatz.
Außerdem werden Antriebslösungen für Prüfstände angeboten.

Anwendungsbeispiele
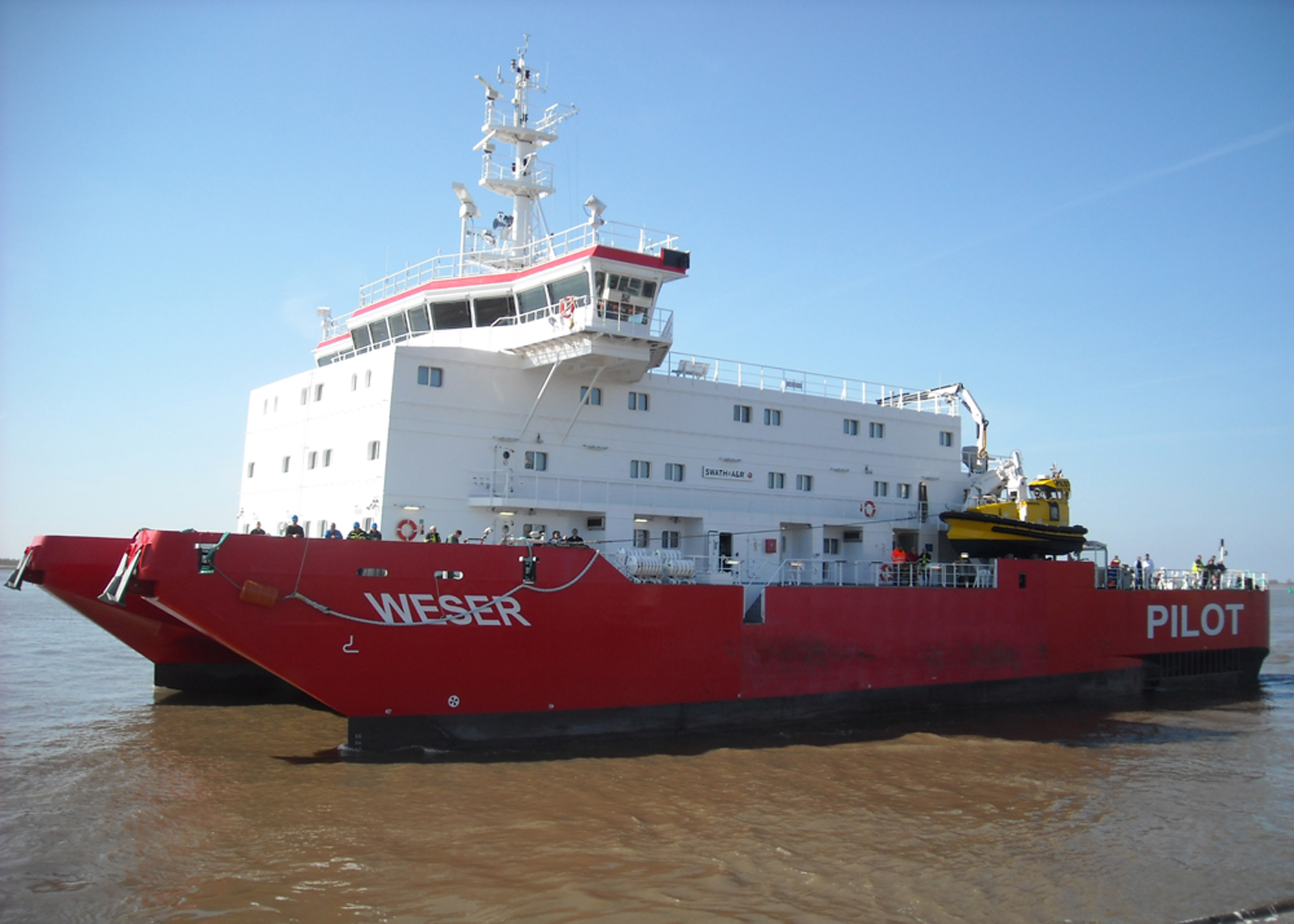
Lotsenstationsschiff Weser mit AEM-Motoren und -Generatoren
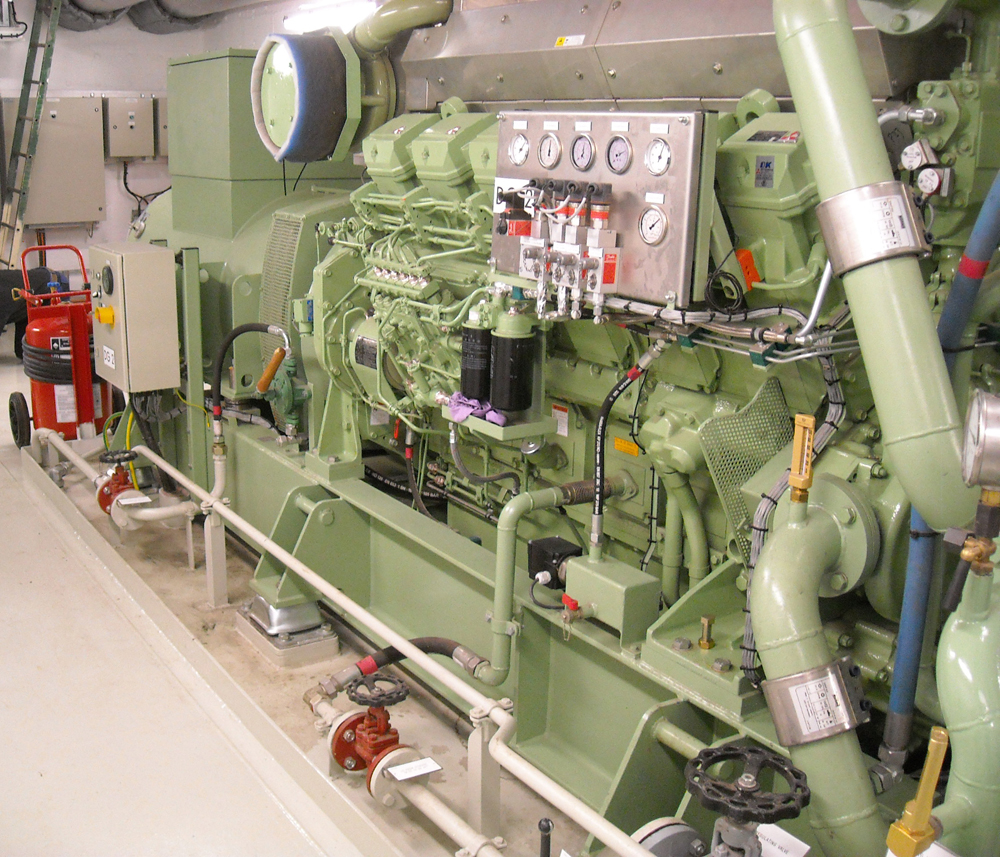
AEM-Dieselgenerator auf der Fähre Hansa
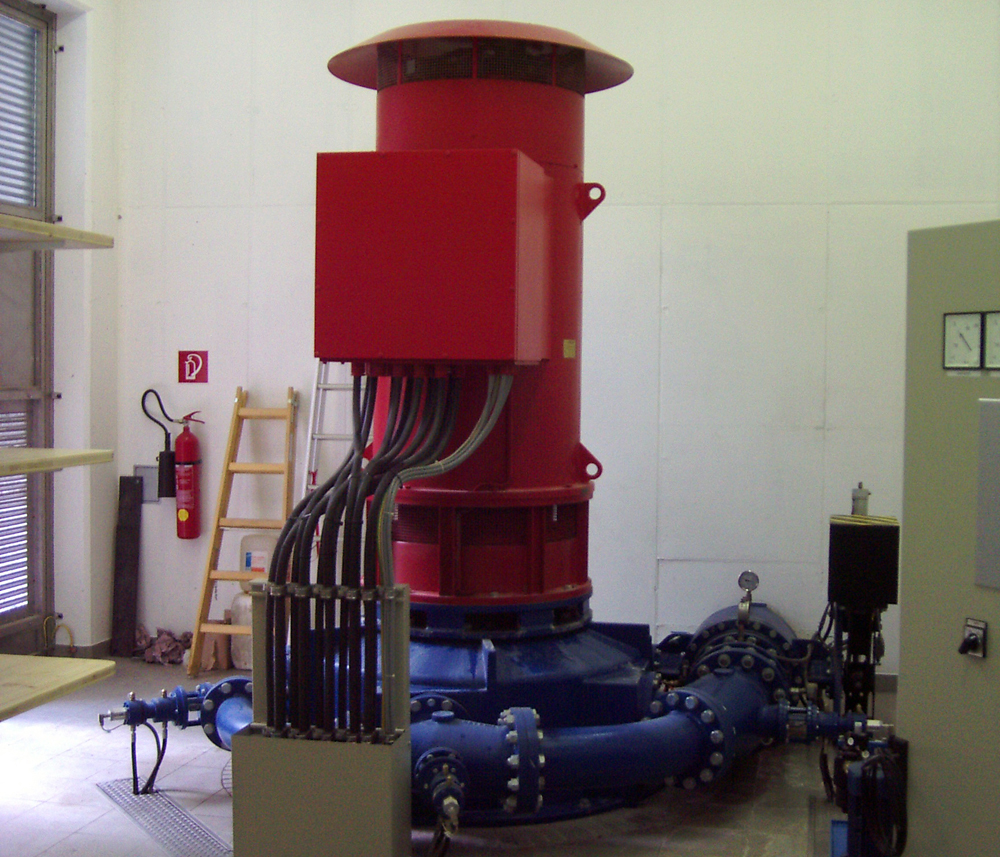
AEM-Generator verbunden mit Francis-Turbine am Lichtmessbach, Österreich
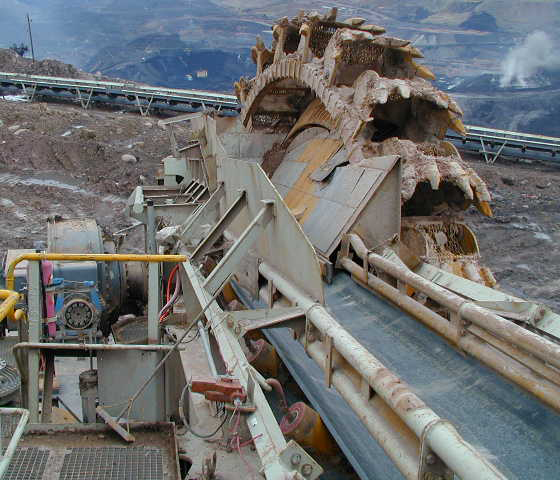
Bagger- und Förderband-Antriebe der AEM im Tagebau Angren, Usbekistan
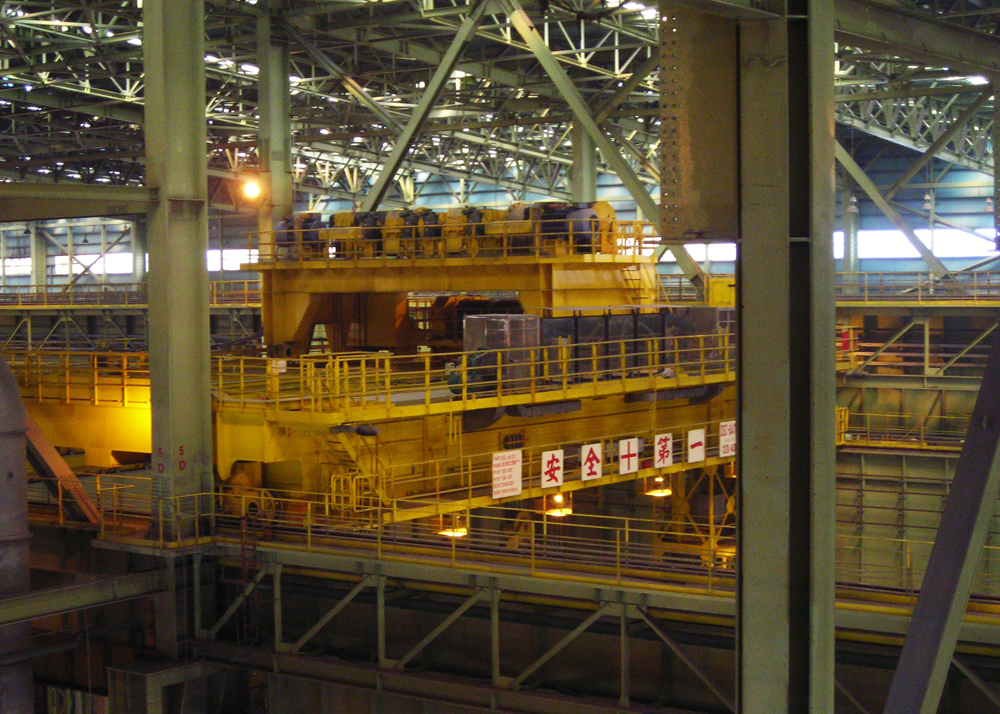
AEM-Kranantrieb in taiwanischen Stahlwerk

## Geschichte

### 1872 bis 1933 – Gründungsjahrzehnte

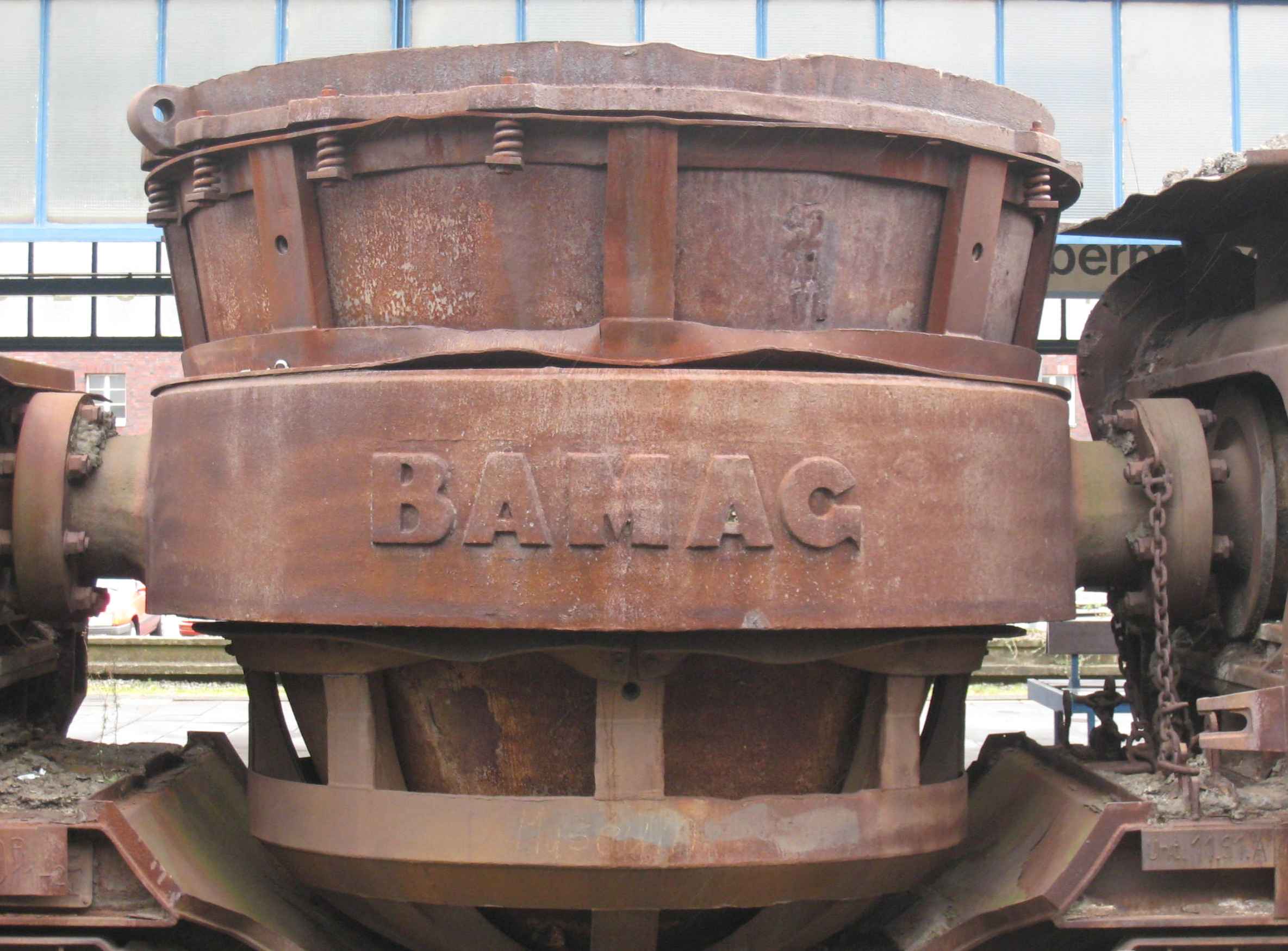
Historischer Wagon der BAMAG zum Transport von flüssigem Eisen

1872 wurde durch eine Fusion die Berlin-Anhaltische Maschinenbau Aktiengesellschaft (BAMAG) gegründet. Mit je einer Maschinenfabrik in Berlin und Dessau sowie einer Grau- und Stahlgießerei in Dessau stieg die BAMAG bald in die Spitzengruppe der deutschen Industrie auf. 1893 präsentierte sich die BAMAG auf der Weltausstellung in Chicago.
Zu Beginn des 20. Jahrhunderts hatte sie sich auf die Herstellung von Bauteilen für Transmissionen spezialisiert. 1914 hatte das Unternehmen am Standort Dessau bereits 2300 Beschäftigte. Ende der 1920er Jahre erfolgte u. a. auch die Fertigung von Lasthebemagneten, Elektro-Seilaufzügen, Elektromagnetkupplungen und -bremsen und ähnlichen Erzeugnissen mit elektromagnetischem Wirkprinzip.

### 1933 bis 1945 – Zweiter Weltkrieg
Ab 1933 begann das NS-Regime die Aufrüstung der Wehrmacht. Die Produktion vieler Industriebetriebe wurde zunehmend darauf ausgerichtet. Zu diesem Zweck errichtete man 1935 und 1940 zwei weitere Werke. Bei den Luftangriffen auf Dessau vom 7. März 1945 wurden diese Fabriken zu 80 % zerstört.

### 1945 bis 1989 – Wiederaufbau und Nachkriegszeit in der DDR

Synchrongenerator SEE 1614-16 von 1954 im Wasserkraftwerk Zülow

Nach der Überführung der BAMAG in Volkseigentum durch die Sowjetische Militäradministration in Deutschland am 30. Oktober 1946 wurden in Dessau mit etwa 700 Beschäftigten Doppelkolbenhandpumpen, Maschinen zum Verschließen von Konservendosen, Doppelschuhklebepressen und andere Werkzeugmaschinen hergestellt. Im Oktober 1948 wurde dann die Fertigung von Elektromotoren aufgenommen und der Betrieb der VVB Elektromaschinenbau zugeordnet. 1949 wurden bereits 3250 Elektromotoren in Dessau gefertigt. Fortan firmierte der Betrieb unter dem Namen VEM Elektromotoren- und Kompressorenwerk Dessau und ab 1951 unter VEB Elektromotorenwerk Dessau. 1953 nahm man die Produktion von eigenerregten Synchrongeneratoren auf. Im Jahr der Wende 1989 hatte der Betrieb über 2500 Beschäftigte, davon allein rund 1650 im Dessauer Hauptwerk.

### 1989 bis 1993 – Nach der Wende
Am 5. April 1990 wurde aus dem VEB Kombinat Elektromaschinenbau, dem auch das Elektromotorenwerk Dessau zugeordnet war, die erste Kapitalgesellschaft der DDR gegründet, die VEM-Antriebstechnik AG Dresden. Danach firmierte das Elektromotorenwerk Dessau ab Juni 1990 als VEM-Elektromotorenwerk Dessau GmbH und ab März 1992 als VEM-Elektromotorenwerk Dessau, Zweigniederlassung der VEM-Antriebstechnik AG Dresden.

### 1993 bis 2000 – Neugründung
Um die drohende Schließung des Werkes Dessau durch die zu dieser Zeit noch von der Treuhandanstalt verwaltete VEM zu vermeiden, gründeten vier ehemalige Mitarbeiter des Unternehmens im April 1993 die AEM-Anhaltische Elektromotorenwerk Dessau GmbH und übernahmen zum 1. Juni 1993 die verbliebenen 150 Mitarbeiter. Unter Nutzung einer Investitionsruine wurde dann bis 1995 ein völlig neues Werk errichtet.

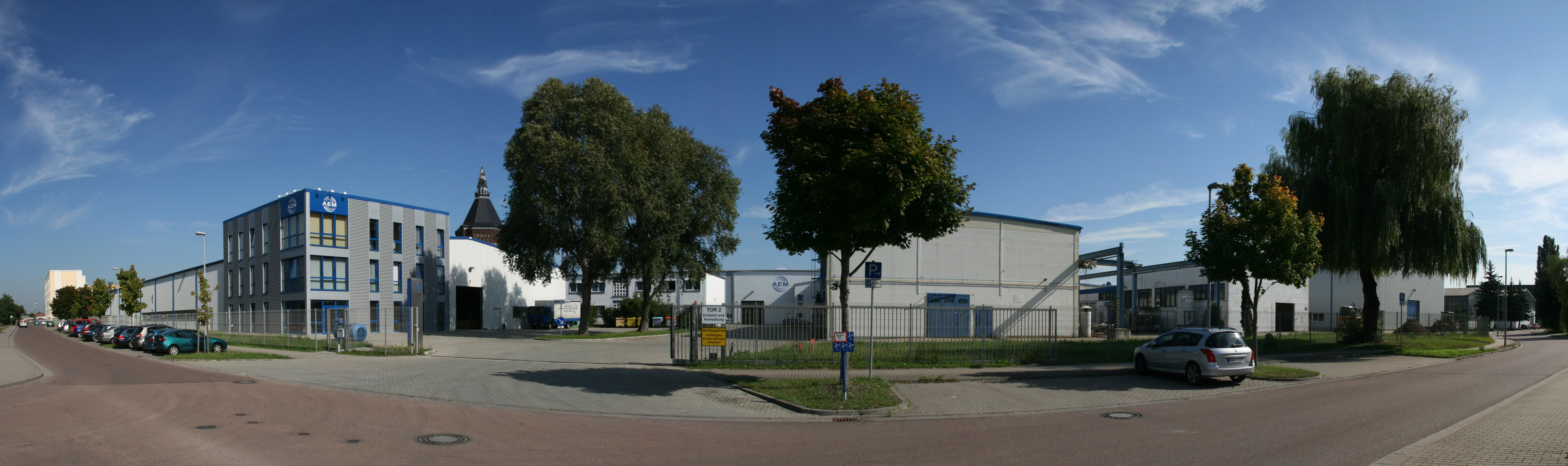
Panoramaansicht der Anhaltischen Elektromotorenwerk Dessau GmbH

### 2000 bis heute
Heute produziert die AEM als Sondermaschinenbauer für Kunden weltweit Elektromotoren und Generatoren. Seit 2000 wurde das Leistungsangebot durch Tauch-, Prüfstandsmotoren, Motoren mit Wasserkühlung und Maschinen mit Achshöhe 800 erweitert. Es wurden zwei neue Produktionshallen, ein Logistikzentrum und eine umweltfreundliche Farbgebung erbaut und in Betrieb genommen.
Im Oktober 2024 beantragte die AEM-Gruppe ein Insolvenzverfahren.